# Sociología del arte

La Libertad guiando al pueblo, de Eugène Delacroix.

La sociología del arte es una disciplina de las ciencias sociales que estudia el arte desde un planteamiento metodológico basado en la sociología. Su objetivo es estudiar el arte como producto de la sociedad humana, analizando los diversos componentes sociales que concurren en la génesis y difusión de la obra artística. La sociología del arte es una ciencia multidisciplinar, recurriendo para sus análisis a diversas disciplinas como la cultura, la política, la economía, la antropología, la lingüística, la filosofía, y demás ciencias sociales que influyan en el devenir de la sociedad. Entre los diversos objetos de estudio de la sociología del arte se encuentran varios factores que intervienen desde un punto de vista social en la creación artística, desde aspectos más genéricos como la situación social del artista o la estructura sociocultural del público, hasta más específicos como el mecenazgo, el mercantilismo y comercialización del arte, las galerías de arte, la crítica de arte, el coleccionismo, la museografía, las instituciones y fundaciones artísticas, etc. También cabe remarcar en el siglo XX la aparición de nuevos factores como el avance en la difusión de los medios de comunicación, la cultura de masas, la categorización de la moda, la incorporación de nuevas tecnologías o la apertura de conceptos en la creación material de la obra de arte (arte conceptual, arte de acción).
La sociología del arte debe sus primeros planteamientos al interés de diversos historiadores por el análisis del entorno social del arte desde mediados del siglo XIX, sobre todo tras la irrupción del positivismo como método de análisis científico de la cultura, y la creación de la sociología como ciencia autónoma por Auguste Comte. Sin embargo, la sociología del arte se desarrolló como disciplina particular durante el siglo XX, con su propia metodología y sus objetos de estudio determinados. Principalmente, el punto de partida de esta disciplina se suele situar inmediatamente después de la Segunda Guerra Mundial, con la aparición de diversas obras decisivas en el desarrollo de esta corriente disciplinar: Arte y revolución industrial, de Francis Klingender (1947); La pintura florentina y su ambiente social, de Friedrich Antal (1948); e Historia social de la literatura y el arte, de Arnold Hauser (1951). En sus inicios, la sociología del arte estuvo estrechamente vinculada al marxismo —como los propios Hauser y Antal, o Nikos Hadjinikolaou, autor de Historia del arte y lucha de clases (1973)—, si bien luego se desmarcó de esta tendencia para adquirir autonomía propia como ciencia. Otros autores destacados de esta disciplina son Pierre Francastel, Herbert Read, Francis Haskell, Michael Baxandall, Peter Burke, Giulio Carlo Argan, etc.

## Definición

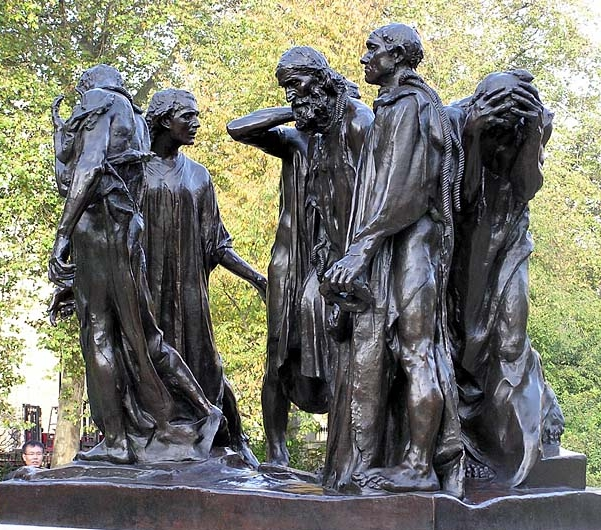
Los burgueses de Calais, de Auguste Rodin.

La sociología del arte es una disciplina relativamente nueva, desarrollada principalmente desde la Segunda Guerra Mundial. Por ello, todavía no tiene unos fundamentos del todo establecidos, siendo abordada desde distintos planteamientos teóricos y metodológicos por los diversos estudiosos que tratan la materia. Además, la sociología del arte está estrechamente relacionada con otras disciplinas que estudian el arte, como la estética o la propia historia del arte, ciencia esta última que siempre ha considerado en mayor o menor medida el componente social como parte indisoluble de la creación artística. La historia social del arte ha puesto especial énfasis en las circunstancias materiales que originan la obra artística, analizando desde ese punto de vista tanto el génesis como la evolución del hecho artístico. Asimismo, la estética ha sido estudiada por diversos autores desde el punto de vista sociológico en cuanto su objeto de estudio –el concepto de belleza, los juicios estéticos o la función del arte– puede igualmente analizarse desde el componente social que influye en ellos. Así, la estética sociológica es aquella que estudia el conocimiento sensible a partir de las condiciones históricas y sociales que les son propias en cada momento.
El estudio social del arte se debe principalmente a las aportaciones realizadas por la sociología general, como ciencia que estudia la dimensión social de los hechos humanos y los múltiples factores que intervienen en ellos: política, economía, cultura, etc. Así, la sociología del arte es la que, tomando esta base metodológica, la aplica al estudio del arte. El principal interés de esta disciplina es explicar el hecho artístico sobre la base de los factores que lo generan, contextualizando obra y artista dentro de la sociedad y evidenciando las relaciones intrínsecas entre ambos. Cabe remarcar que esta relación es recíproca, y que la sociología del arte estudia tanto la influencia de la sociedad en el arte como la que pueda aportar este último al desarrollo social.
La relación entre arte y sociedad es una comunicación fluida, dinámica, que ha ido variando a lo largo del tiempo. Por ello, la sociología del arte debe tener especial cuidado con la relativización del análisis histórico, pues una misma circunstancia social puede tener distinta interpretación según el lugar y el momento histórico. Por lo general, la incidencia del factor social en el arte es de tipo estructural, ya que no se trata de factores aislados sino de un conjunto de relaciones que intervienen de forma organizada en la creación artística. La sociología del arte debe adaptarse pues al contexto específico que rodea cualquier obra artística, por lo que no puede elaborar leyes generales ni extrapolar conclusiones de un hecho artístico a otro. Cabe remarcar igualmente que no es una ciencia exacta ni pretende aportar explicaciones exhaustivas ni soluciones definitivas, ya que en el arte incurren muchos más factores de índole más subjetiva y difícilmente interpretable. Como dijo Hauser: “todo arte está condicionado socialmente, pero no todo en el arte es definible socialmente”.

## Antecedentes

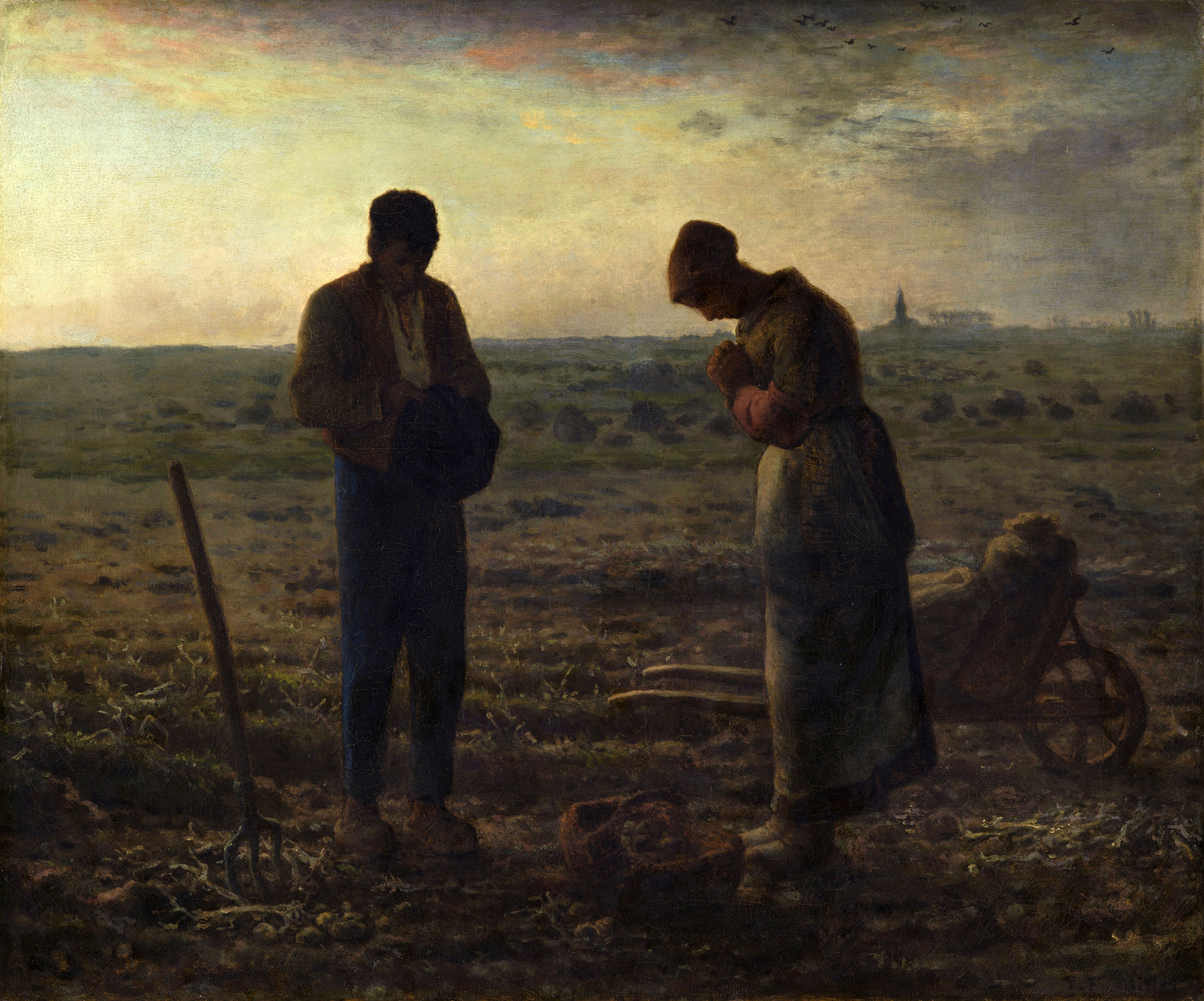
El Ángelus, de Jean-François Millet.

Si bien diversos autores se han planteado a lo largo de la Historia la función social del arte –Platón por ejemplo se lo cuestionó en La República–, es principalmente desde el siglo XIX que empieza a analizarse la relación arte-sociedad: los cambios sociales producidos por la Revolución francesa y la Revolución industrial, tanto a nivel político como económico, llevaron a los filósofos a replantearse la relación del hombre con la sociedad. Así surgió la sociología del arte, ciencia fundamentada en los principios metodológicos del positivismo que considera al artista como parte indisoluble de la sociedad, siendo la obra artística un fiel reflejo de los condicionamientos sociales que envuelven al artista.
En su génesis, la sociología del arte se opuso al romanticismo, el movimiento cultural preponderante en Europa a principios del siglo XIX, si bien tomaron de éste el concepto del arte como reflejo del tiempo –lo que llamaban “espíritu del tiempo”–, que los positivistas llamaron “contexto histórico”. Igualmente, se enfrentaron al esteticismo, movimiento que rechazaba el utilitarismo imperante en la época y la fealdad y materialismo de la era industrial. Esta tendencia otorgaba al arte y a la belleza una autonomía propia, sintetizada en la fórmula de Théophile Gautier “el arte por el arte” (L'art pour l'art), llegando incluso a hablarse de “religión estética”. Esta postura pretendía aislar al artista de la sociedad, buscando de forma autónoma su propia inspiración y dejándose llevar únicamente por una búsqueda individual de la belleza, que se aleja de cualquier componente moral, convirtiéndose en el fin último del artista, que llega a vivir su propia vida como una obra de arte –como se puede apreciar en la figura del dandy–. Uno de los teóricos del movimiento fue Walter Pater, que influyó en el denominado decadentismo inglés, estableciendo en sus obras que el artista debe vivir la vida intensamente, siguiendo como ideal a la belleza. Posteriormente, autores como James McNeill Whistler, Oscar Wilde, Algernon Charles Swinburne y Stéphane Mallarmé desarrollaron esta tendencia hasta un elevado grado de refinamiento basado únicamente en la sensibilidad del artista.
El primer teórico que estudió el arte desde un punto de vista sociológico fue Hippolyte-Adolphe Taine: en su Filosofía del arte (1865-1869), aplicó al arte un determinismo basado en la raza, el contexto y la época (race, milieu, moment). Para Taine, el arte opera como cualquier otra disciplina científica, sobre la base de parámetros racionales y empíricos: el arte “no es más que una especie de botánica aplicada no a las plantas, sino a las obras del hombre”. Considera las obras de arte “productos de los que hay que determinar sus características y buscar sus cauces”, aceptando cualquier forma artística como “manifestaciones del espíritu humano”. Jakob Burckhardt, en La cultura del Renacimiento en Italia (1860), esbozó desde la perspectiva del historicismo un análisis del arte estudiado desde cualquier fenómeno que rodea al mundo del arte: desde la política y la moral, hasta la vida doméstica y la situación de la mujer. Igualmente, Jean Marie Guyau, en El arte desde el punto de vista sociológico (1888), planteó una visión evolucionista del arte, afirmando que el arte está en la vida, y que evoluciona como ésta; y, al igual que la vida del ser humano está organizada socialmente, el arte debe ser reflejo de la sociedad.
La sociología del arte tuvo en el siglo XIX una gran vinculación con el realismo pictórico y el naturalismo literario, así como con movimientos políticos de izquierdas, especialmente el socialismo utópico: autores como Henri de Saint-Simon, Charles Fourier y Pierre Joseph Proudhon defendieron la función social del arte, que contribuye al desarrollo de la sociedad, aunando belleza y utilidad en un conjunto armónico. Por otro lado, en el Reino Unido, la obra de teóricos como John Ruskin y William Morris aportó una visión funcionalista del arte: en Las piedras de Venecia (1851-1856) Ruskin denunció la vulgarización del arte llevada a cabo por la sociedad industrial, así como la degradación de la clase obrera, defendiendo la función social del arte. Asimismo, en El arte del pueblo (1879) pidió cambios radicales en la economía y la sociedad, reclamando un arte “hecho por el pueblo y para el pueblo”. Por su parte, Morris –fundador del movimiento Arts & Crafts– defendió un arte funcional, práctico, que satisfaga necesidades materiales y no solo espirituales. En Los fines del arte (1887) postuló un concepto de arte utilitario pero alejado de sistemas de producción excesivamente tecnificados, próximo a un concepto del socialismo cercano al corporativismo medieval.
Por otro lado, la función del arte fue cuestionada por el escritor ruso Lev Tolstoi: en ¿Qué es el arte? (1898) se planteó la justificación social del arte, argumentando que siendo el arte una forma de comunicación solo puede ser válido si las emociones que transmite pueden ser compartidas por todos los hombres. Para Tolstoi, la única justificación válida es la contribución del arte a la fraternidad humana: una obra de arte solo puede tener valor social cuando transmite valores de fraternidad, es decir, emociones que impulsen a la unificación de los pueblos.

## La sociología del arte en elsigloXX

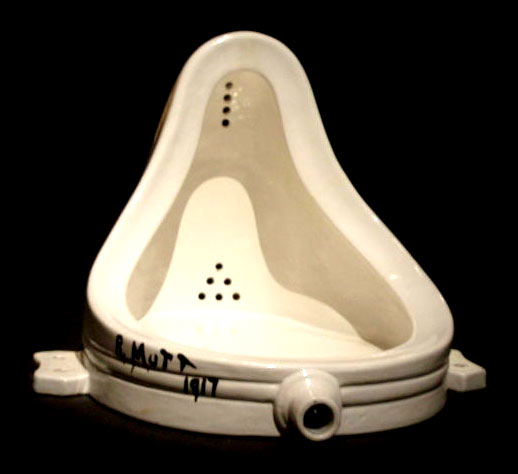
Fuente, de Marcel Duchamp. El supone una pérdida del concepto de belleza clásica para conseguir un mayor efecto en el diálogo artista-espectador.

El arte contemporáneo ha presentado una gran atomización de estilos, reflejando ideas culturales y filosóficas que se fueron gestando en el cambio de siglo XIX-XX, en muchos casos contradictorias: la superación de las ideas racionalistas de la Ilustración y el paso a conceptos más subjetivos e individuales, partiendo del movimiento romántico y cristalizando en la obra de autores como Kierkegaard y Nietzsche, suponen una ruptura con la tradición y un rechazo de la belleza clásica. El concepto de realidad fue cuestionado por las nuevas teorías científicas: la subjetividad del tiempo (Bergson), la relatividad de Einstein, la mecánica cuántica, la teoría del psicoanálisis de Freud, etc. Por otro lado, las nuevas tecnologías hacen que el arte cambie de función, ya que la fotografía y el cine ya se encargan de plasmar la realidad. Los movimientos de vanguardia pretendieron integrar el arte en la sociedad, buscando una mayor interrelación artista-espectador, ya que es este último el que interpreta la obra, pudiendo descubrir significados que el artista ni conocía. Es lo que Umberto Eco denominó “obra abierta”: una obra que expresa con mayor libertad la concepción del artista, pero que a la vez establece un diálogo con el espectador, al tener un número ilimitado de interpretaciones. A veces el arte está más en la visión que le otorga el espectador que no en su propio proceso productivo, como en los ready-made de Marcel Duchamp.
El arte contemporáneo está íntimamente ligado a la sociedad, a la evolución de los conceptos sociales, como el mecanicismo y la desvalorización del tiempo y la belleza. Es un arte que destaca por su instantaneidad, necesita poco tiempo de percepción, con oscilaciones continuas del gusto, cambiando simultáneamente: así como el arte clásico se sustentaba sobre una metafísica de ideas inmutables, el actual, de raíz kantiana, encuentra gusto en la conciencia social de placer (cultura de masas). En una sociedad más materialista, más consumista, el arte se dirige a los sentidos, no al intelecto. Cobra especial relevancia el concepto de moda, una combinación entre la rapidez de las comunicaciones y el aspecto consumista de la civilización actual. Las últimas tendencias artísticas pierden incluso el interés por el objeto artístico: el arte tradicional era un arte de objeto, el actual de concepto. Hay una revalorización del arte activo, de la acción, de la manifestación espontánea, efímera, del arte no comercial (arte conceptual, happening, environment).

## Marxismo

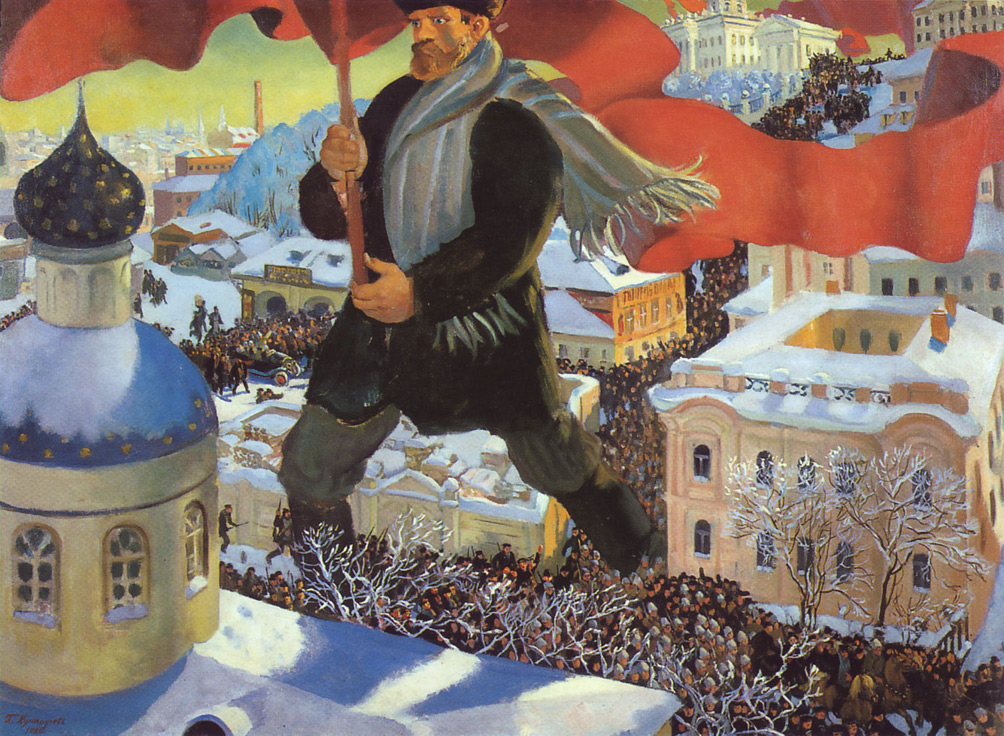
Bolchevique, de Boris Mijáilovich Kustodiev, Galería Tretiakov, Moscú.

La teoría del materialismo dialéctico formulada en el siglo XIX por Marx y Engels tuvo derivaciones en el campo de la teoría del arte en el siglo XX, sobre todo en Rusia. De la obra de Marx se desprendía que el arte es una “superestructura” cultural determinada por las condiciones sociales y económicas del ser humano. Marx consideraba el fenómeno artístico como uno de los factores integradores de la dinámica social, y puntualizó la alienación del arte en relación con los grupos sociales. Para Marx, el arte es un componente de la ideología: cada ideología se corresponde con una visión del mundo que trata de justificar el orden social establecido. Así, la ideología artística equivale a una manera de representar que tiende a justificar la realidad social resultante de las relaciones económicas de producción. Para los marxistas, el arte es reflejo de la realidad social, si bien el propio Marx no veía una correspondencia directa entre una sociedad determinada y el arte que produce. Georgi Plejánov, en Arte y vida social (1912), formuló una teoría materialista que rechaza el “arte por el arte”, así como la individualidad del artista ajeno a la sociedad que lo envuelve. Después de la Revolución Soviética el arte, enmarcado en el realismo socialista, fue estandarizado en unos parámetros definidos principalmente por Maksim Gorki y Andréi Zhdánov: el artista ha de ser catalizador de las fuerzas sociales, fomentando el proceso revolucionario marxista.
Para György Lukács el arte de vanguardia es reflejo del “irracionalismo burgués”. Influido por Wilhelm Dilthey y su distinción entre “ciencias de la naturaleza” y “ciencias del espíritu”, aplicó esta diferencia para establecer una ontología del arte: si la ciencia trata “con los hechos y con sus conexiones”, el arte “nos ofrece almas y destinos”. Para Lukács, el arte está ontológicamente ligado a la verdad, a una verdad mítica perdurable en el trasfondo del hombre durante milenios. En  Historia y conciencia de clase (1925) aplicó la dialéctica marxista al arte, concibiendo este como una estructura profunda y recurrente inherente al devenir histórico a lo largo del tiempo. El arte es así un fenómeno mimético que recoge los aspectos más esenciales y universales de los acontecimientos históricos. Para Lukács, “el arte verdadero representa siempre la totalidad de la vida humana”.
Walter Benjamin analizó el arte de vanguardia, que para él es “la culminación de la dialéctica de la modernidad”, el final del intento totalizador del arte como expresión del mundo circundante. Intentó dilucidar el papel del arte en la sociedad moderna, realizando un análisis semiótico en que el arte se explica a través de signos que el hombre intenta descifrar sin un resultado aparentemente satisfactorio. Para él, la modernidad implica una fractura semiótica que sumerge al hombre en la confusión, impeliéndole a su vez a una búsqueda de la verdad. Aunque aparentemente el arte tiene una función reconciliadora entre el hombre y el mundo, la propia naturaleza artificial de este hace que nos conduzca a falsas premisas de verdad. En  La obra de arte en la época de la reproductibilidad técnica (1936) analizó la forma cómo las nuevas técnicas de reproducción industrial del arte pueden hacer variar el concepto de este, al perder su carácter de objeto único y, por tanto, su halo de reverencia mítica; esto abre nuevas vías de concebir el arte –inexploradas aún para Benjamin– pero que supondrán una relación más libre y abierta con la obra de arte.
Theodor W. Adorno, como Benjamin perteneciente a la Escuela de Frankfurt, defendió el arte de vanguardia como reacción a la excesiva tecnificación de la sociedad moderna. Contrariamente al concepto estructural de Lukács, Adorno puso énfasis en la forma artística, que para él es donde se manifiesta el contenido ideológico subyacente en el arte, si bien de una forma distorsionada, como en un espejo roto. En su Teoría estética (1970) afirmó que el arte es reflejo de las tendencias culturales de la sociedad, pero sin llegar a ser fiel reflejo de esta, ya que el arte representa lo inexistente, lo irreal; o, en todo caso, representa lo que existe pero como posibilidad de ser otra cosa, de trascender. El arte es la “negación de la cosa”, que a través de esta negación la trasciende, muestra lo que no hay en ella de forma primigenia. Es apariencia, mentira, presentando lo inexistente como existente, prometiendo que lo imposible es posible.

## Una nueva disciplina

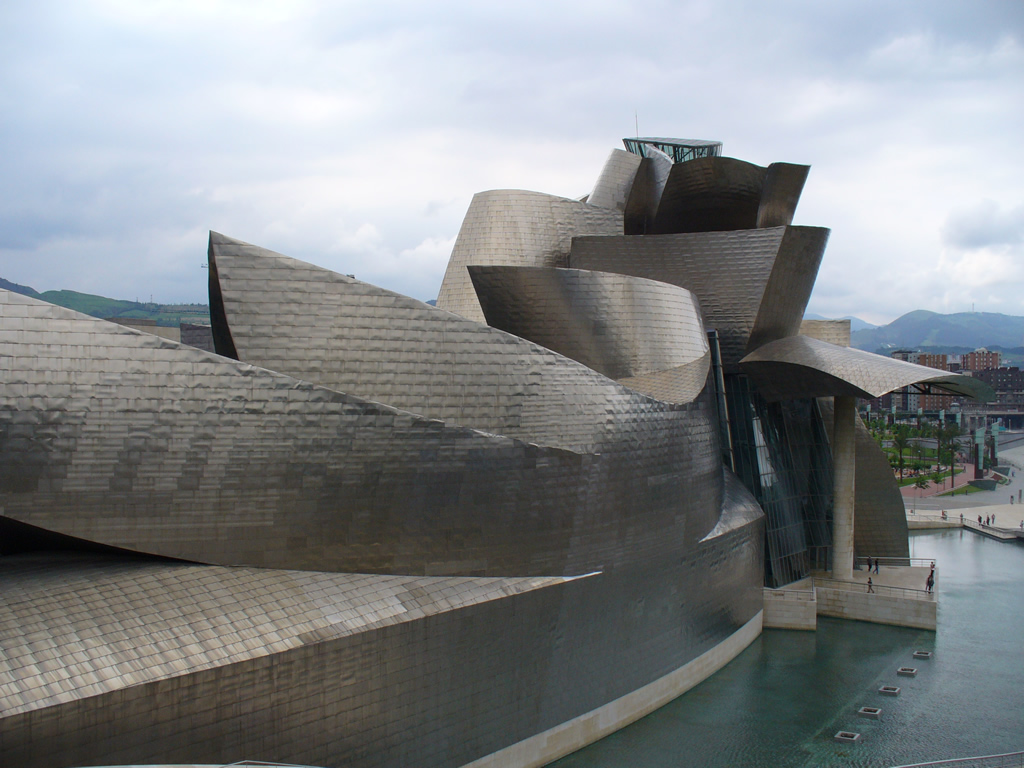
El Museo Guggenheim Bilbao. El ha puesto de manifiesto una mayor interrelación entre el arte y la sociedad, lo que se ha hecho patente en la proliferación de nuevos museos.

La sociología del arte como disciplina metodológica aplicada de forma sistemática al estudio del arte nace después de la Segunda Guerra Mundial, debida sobre todo a la obra de Friedrich Antal y Arnold Hauser, provenientes ambos del formalismo de la Escuela de Viena. Antal sentó en La pintura florentina y su ambiente social (1948) las bases de este nuevo método de estudio del arte, relacionando arte y sociedad como una estructura unificada regida por principios causales. Para este autor, el arte ha de analizarse desde todos los factores que intervienen en su génesis, sean sociales, políticos, económicos, culturales, etc. Aun así, no reniega del análisis formal de la obra de arte, ni del aporte que puede proporcionar la sensibilidad al estudio del hecho artístico.
La obra de Arnold Hauser tuvo más éxito y difusión, y supuso una mayor sistematización y categorización de esta disciplina, por lo que muchos le consideran el padre de la moderna sociología del arte. Discípulo de Heinrich Wölfflin y Max Dvořák, su adscripción al marxismo será evidente en toda su obra, por lo que recibió numerosas críticas. Sin embargo, la obra de Hauser, una vez eludida su ideología, es fuente indispensable para el estudio sociológico del arte. En Historia social de la literatura y el arte (1951), Hauser intentó explicar la historia del arte desde el materialismo histórico, por lo que, si bien adolece de excesiva esquematización ideológica, este primer intento de análisis social del arte sentará las bases de la sociología del arte. En Teorías del arte (inicialmente Filosofía de la historia del arte, 1958), sentó de forma más elaborada las bases del estudio sociológico del arte, delimitando sus objetivos y analizando el arte por estratos culturales, así como aportando consideraciones que suavizaban o relativizaban el esquematismo de su Historia social. Después de este primer libro teórico, publicó en 1965 El Manierismo, la crisis del Renacimiento y los orígenes del arte moderno, en el que retorna al método interpretativo de su primera obra, si bien acotando enormemente el análisis, lo que resultó en una aplicación mucho más argumentada y matizada de su método. Por último, en Sociología del arte (1974), realizó la aportación más completa a esta disciplina, analizando de forma rigurosa los distintos componentes teóricos que repercuten en esta ciencia.
Más adelante, Pierre Francastel supuso un intento de abandonar el determinismo al que se había encaminado la sociología del arte, intentando establecer unas bases más amplias de análisis, sustentadas sobre todo en el componente cultural del arte y de la sociedad. Defiende el carácter específico del lenguaje artístico, optando por la obra de arte como punto de partida, en vez del contexto social. Su análisis es multidisciplinar, aportando a la sociología del arte recursos provenientes del estructuralismo y la semiología. En Pintura y sociedad (1951), analizó la historia de la pintura desde la evolución del pensamiento, si bien no profundiza demasiado en el componente social, por lo que se ha criticado a Francastel como formalista que aplica el método sociológico sin sacar conclusiones de él.
Igualmente, Lucien Goldmann abre la sociología del arte a otras disciplinas como la antropología, la lingüística o la psicología, proponiendo un “estructuralismo genético” en el que el lenguaje es reflejo de una determinada “visión del mundo” presente en toda estructura social. Asimismo, Pierre Bourdieu enfatizó el origen sociocultural del arte vinculándolo al comportamiento humano, analizando pautas de comportamiento presentes en distintas sociedades, desde las más primitivas hasta las más avanzadas.
Progresivamente la sociología del arte fue ampliando su horizonte metodológico, surgiendo en los años 1970 varias tendencias que analizan el arte desde diversos factores: Jean Gimpel, en Contra el arte y los artistas (1968), hizo un repaso histórico al arte producido desde Giotto desde el punto de vista de la condición social del artista y de la inserción de la obra de arte en el contexto económico que la produce, incidiendo especialmente en factores como el mecenazgo y el coleccionismo. De igual manera, Raymonde Moulin analizó en El mercado de la producción artística en Francia (1967) los factores incidentes en un campo específico como es el mercado del arte, sentando las bases de gran número de obras que incidirán en el tema. De forma similar, Michael Baxandall sintetizó la sociología del arte con la estética, la lingüística y la semiótica, creando un método que denominó “explicación histórica de los cuadros”: la obra de arte debe interpretarse, afirma, como una “verbalización” de la imagen proveniente de diversos estereotipos inherentes a estructuras de pensamiento producidas en cada momento histórico. Svetlana Alpers elaboró una teoría basada en la representación de los lenguajes culturales y su estructura gnoseológica, relacionando diversos campos de manifestación cultural: arte, ciencia, religión, técnica, poesía, junto a otros aspectos sociales y semióticos de la cultura.
Peter Burke, pese a no ser historiador del arte, incluyó el arte en sus estudios de historia social, que aglutina el análisis antropológico y cultural, analizando en El Renacimiento italiano (1972) la posición social del artista, así como el mecenazgo y la función del arte. Por otro lado, Rudolf Wittkower plasmó en Nacidos bajo el signo de Saturno (1963) uno de los mejores tratados sobre la evolución de la condición social del artista, así como su carácter y conducta social. De igual manera, Patrones y pintores (1963) de Francis Haskell es referencia obligada sobre el patronazgo artístico.
Uno de los más recientes terrenos de estudio de la sociología del arte es el de la cultura de masas, vinculada a la apertura actual del concepto del arte y a la atomización de estilos y de materiales presente en el arte contemporáneo, con utilización de nuevos soportes y nuevas tecnologías: la fotografía, el cine, el video, el cartel, el cómic, el diseño, la publicidad, el grafiti, la moda, la utilización del cuerpo (body-art) o la naturaleza (land-art) como soporte artístico, o la performance y el happening, suponen un nuevo abanico de posibilidades para el arte contemporáneo, y un nuevo objeto de estudio para la sociología del arte. En La era neobarroca (1987), Omar Calabrese pretende aglutinar todas estas manifestaciones en una “estética social” basada en el gusto común presente en la expresión y comunicación de estas nuevas tipologías, independientemente de su función y cualidad.

## Críticas
La sociología del arte ha recibido diversas críticas provenientes de variados sectores, desde la propia Historia del arte o la misma sociología, hasta la filosofía o la antropología. En especial, las críticas han incidido especialmente en la escuela marxista: Hauser fue criticado por su intento de formular una teoría universal que integrase el estudio del arte en el contexto de un análisis holístico sobre el ser humano, sin detenerse a analizar la obra de arte en sí misma –su estructura, significado o relevancia artística–. Su obra Historia social de la literatura y el arte fue duramente criticada por Ernst Gombrich, que señaló las deficiencias de su enfoque teórico y metodológico, así como la superficialidad y falta de rigor histórico de muchas de sus formulaciones. Se critica a Hauser la rigidez de un determinismo que solo encuentra en el arte un producto de las condiciones socioeconómicas. De igual forma, Nikos Hadjinikolaou fue tachado de mecanicista, por negar el talento creador de los artistas, sin lugar para la improvisación o la innovación, o cualquier circunstancia espontánea e improvisada en el devenir del hecho artístico. Antal, sin ser tan dogmático, fue igualmente criticado, aunque por lo general se considera su estudio como una valiosa aportación a la Historia del arte.
El estructuralismo de Francastel ha sido igualmente criticado: según este autor, cualquier sociedad debe expresarse por medio de dos distintas vías –capacidades técnicas y necesidades simbólicas–,  siendo el pensamiento artístico una forma de pensamiento visual, y cada momento histórico un contraste entre pensamientos visuales antiguos y nuevos. Siendo así, se ha criticado que no valora la figura del artista, y que se cuestiona la relación entre arte y técnica, a la vez que no consigue formular unas conclusiones claras y definitivas de los planteamientos que confecciona. De igual forma, se ha señalado su estilo abstracto e impreciso, la ambigüedad y falta de concreción de sus expresiones, su tendencia a la generalización y su escasez de referencias bibliográficas. Hadjinikolaou dijo de él que era "un formalista que había conseguido convencer a la gente de que hacía sociología del arte".